# Acide sulfonitrique
L’acide sulfonitrique résulte de la réaction entre l'acide sulfurique et l'acide nitrique. Le mélange contient typiquement 60 % d'acide sulfurique et 40 % d'acide nitrique. Il est utilisé en synthèse organique.
Le mélange permet la formation de l'ion nitronium utilisé comme agent électrophile en synthèse, notamment pour les nitrations.
{\displaystyle {\rm {HNO_{3}+H_{2}SO_{4}\rightarrow NO_{2}^{+}+HSO_{4}^{-}+H_{2}O}}}
Il a par exemple été produit en France par Rhône-Poulenc Chimie (devenu Rhodia), à partir de 1925 et avec une capacité de cent tonnes par semaine, par mélange gravitaire, dans le secteur dit Secteur ANS du site Rhodia opération SAS (Nord).

## Conditions d'utilisation pour le nettoyage chimique
Le mélange sulfonitrique est souvent utilisé pour nettoyer de la verrerie qui serait autrement difficile, voire impossible, à nettoyer. Le problème est que l'on considère souvent ce mélange comme étant explosif, ce qui est faux si l'on respecte ses conditions d'utilisation.
Le mélange sulfonitrique est censé oxyder pratiquement n'importe quelle substance et la rendre ainsi soluble dans l'eau, mais encore faut-il qu'il y ait peu de substance à oxyder. Dans le cas du nettoyage d'un filtre fritté par exemple, il est impératif de nettoyer le filtre avec de l'eau avant d'utiliser le mélange sulfonitrique. Cela nécessite de nettoyer le filtre d'abord avec un solvant adéquat, puis avec un solvant miscible à l'eau, puis à l'eau avant d'utiliser le mélange sulfonitrique.

## Explosions
Le mélange sulfonitrique peut provoquer une explosion lorsque l'élément à nettoyer a été nettoyé par un solvant organique mais n'a pas été rincé à l'eau (à condition que le dernier solvant de rinçage soit miscible à l'eau). Voir le paragraphe précédent.